# Тастиль

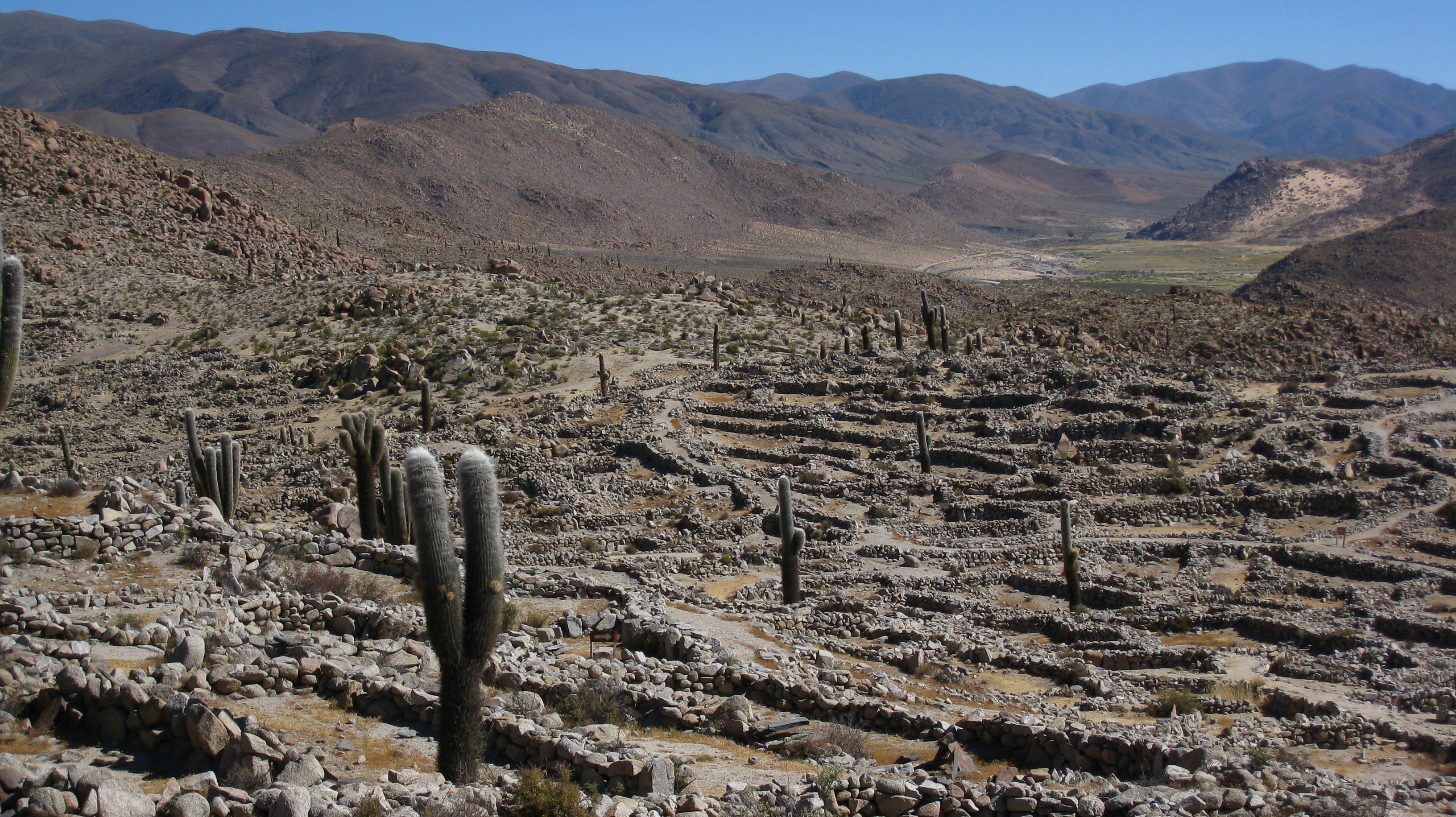
Руины Тастиля

Тастиль — крупнейший из доколумбовых городов на территории современной Аргентины. Был расположен на территории современной провинции Сальта, на высоте 3200 метров над уровнем моря. По оценкам, население Тастиля в момент его расцвета в конце XV века превышало 2000 человек.
Руины Тастиля открыл в 1903 г. швед Эрик Боман. Частичную реконструкцию Тастиля осуществила группа под руководством профессора Марио Сиклиано из Национального университета Ла-Платы в 1967 году.
На поверхности земли были обнаружены около 440 жилищ, построенные из каменных валунов без использования известкового раствора, а также кладбища, различные хозяйственные помещения, приподнятые извилистые дороги, ведущие к местам проведения общественных мероприятий, сходящиеся на центральной площади, а также места для помола зёрен злаков (киноа, кукуруза), загоны для лам и т. п. На главной площади находился священный камень (wanka), у которого проводились ритуалы.
Тастиль населяла народность атакаменьо или атакама. Город был покинут ещё до прихода европейцев. Современные исследования показывают, что причиной ухода населения из города стало вторжение инков в XV веке, то есть в момент расцвета города. Скорее всего, население покинуло город не добровольно, а было переведено в категорию «mitmakuna» или «mitimaes», и в соответствии с обычной практикой в империи Тауантинсуйю, народ атакаменьо был полностью переселён на новое место.
Тастильское государство состояло не только из собственно города, но охватывало область, на которой могло проживать около 3 тыс. человек. Древние сельскохозяйственные фермы находились на месте современных населённых пунктов Пье-дель-Невадо-де-Акай, Пье-дель-Паньо-и-Потреро. Эти фермы поставляли сельскохозяйственную продукцию в Тастиль и в подчинённые населённые пункты Пуэрта-Тастиль и Мороуаси (Morohuasi). По-видимому, населённый пункт Тинти, расположенный в долине Лерма, тоже относился к государству Тастиль.
В настоящее время в населённом пункте Санта-Роса-де-Тастиль, расположенном на расстоянии в 2,5 км и на уровне 200 м ниже руин имеется школа, санитарный пункт, почта, церковь и полицейский участок. В декабре 1997 г. Тастиль был объявлен национальным историческим монументом Аргентины на основании Декрета 114/97.